# Osová Bítýška
Osová Bítýška är en ort i Tjeckien.   Den ligger i regionen Vysočina, i den sydöstra delen av landet, 150 km sydost om huvudstaden Prag. Osová Bítýška ligger 522 meter över havet och antalet invånare är 784.
Terrängen runt Osová Bítýška är platt, och sluttar söderut.Runt Osová Bítýška är det ganska tätbefolkat, med 65 invånare per kvadratkilometer. Närmaste större samhälle är Velká Bíteš, 5,9 km sydost om Osová Bítýška. I omgivningarna runt Osová Bítýška växer i huvudsak blandskog.